# 10. klasse
10. klasse er et frivilligt skoleår i det danske grundskolesystem, som elever kan vælge umiddelbart efter at have afsluttet 9. klasse. Formålet med 10. klasse er at give eleverne yderligere faglig forberedelse og afklaring i forbindelse med valg af ungdomsuddannelse. Der lægges især vægt på, at eleverne bliver parate til at fortsætte i gymnasiale eller erhvervsfaglige ungdomsuddannelser, bl.a. gennem obligatorisk brobygning til en ungdomsuddannelse og udarbejdelse af en uddannelsesplan.
I 10. klasse indgår obligatoriske fag som dansk, matematik og engelsk, og elever kan desuden vælge blandt fag som fysik/kemi, tysk eller fransk.
Hvert år går omkring halvdelen af en årgang i 10. klasse; fx søgte 46,2% af 9. klasses elever i 2018 om optagelse i 10. klasse.

## Historie
Tilbuddet om 10. klasse har rødder tilbage i den tidligere realskole-ordning i dansk skolehistorie. En central ændring kom med folkeskoleloven af 1975, hvor den hidtidige realafdeling (8.–10. klasse) blev afskaffet og erstattet af det nuværende 1.–10. klasses forløb. I praksis betyder det, at 10. klasse blev en valgfri udvidelse efter 9. klasse.
Undervisningspligten i Danmark blev udvidet til 9 år i 1972, og de følgende reformer fastholdt, at 10. klasse skal være et frivilligt skoleår for unge. Siden 1970’erne har både indholdet og lovgivningen for 10. klasse været justeret, men grundstrukturen med et ekstra år til at modne skolefærdigheder blev bevaret.

## 10. klasse i folkeskolen
Hovedparten af 10. klasse-tilbuddene udbydes i den kommunale folkeskole – enten som en selvstændig klasse på en folkeskole eller via særlige 10.-klassecentre. Disse tilbud er omfattet af folkeskolelovens bestemmelser. Eleverne følger det lovpligtige timetal og de fastsatte målsætninger for 10. klasse, herunder de obligatoriske fag (dansk, matematik, engelsk).
Desuden deltager de i mindst én uge obligatorisk brobygning til en videregående ungdomsuddannelse.
I løbet af skoleåret udarbejdes en individuel uddannelsesplan for det videre forløb. Efter afsluttet 10. klasse modtager eleverne et bevis for gennemført klasse, og de kan søge ind på deres valgte ungdomsuddannelse. Undervisningen i folkeskolens 10. klasse følger de samme fælles mål og prøverammer, som gælder for klasse 8–9, bortset fra at folkeskolens afsluttende prøver typisk er aflagt i 9. klasse.

## Erhvervsrettet 10. klasse
Siden 1. august 2015 har alle danske kommuner været forpligtet til at tilbyde et erhvervsrettet 10.-klassestilbud som supplement til den almindelige 10. klasse. Disse forløb henvender sig til elever, der ønsker en mere praksisorienteret overgang til en erhvervsuddannelse. De to mest udbredte modeller er eud10 og 20/20-ordningen, som begge gennemføres i samarbejde mellem folkeskoler og erhvervsskoler.
''eud10'' er et helårsforløb rettet mod elever, der overvejer en erhvervsuddannelse, men som endnu ikke opfylder adgangskravene eller ønsker afklaring. Forløbet skal omfatte mindst 840 undervisningstimer, hvoraf mindst 30% foregår i samarbejde med en erhvervsskole. Indholdet består af obligatoriske fag, brobygning, praktik, en selvvalgt opgave med fokus på erhverv, samt vejledning. Undervisningen tilrettelægges i henhold til 10. klassebekendtgørelsen, og forudsætter en driftsoverenskomst mellem kommunen og den pågældende erhvervsskole.
''20/20-ordningen'' er et kombineret forløb, hvor eleverne deltager i både 10. klasse og første del af en erhvervsuddannelses grundforløb. Undervisningen fordeles fleksibelt over året – eksempelvis med dele af ugen på folkeskole og erhvervsskole. Eleverne skal fra skoleårets start opfylde adgangskravene til erhvervsuddannelsen. Ved forløbets afslutning skal de have gennemført begge dele. Økonomisk finansieres 10.-klasseandelen af kommunen, mens erhvervsdelen dækkes af statsligt taxameter.

## 10. klasse på efterskole
Et stort antal elever vælger 10. klasse på en efterskole. Her bor eleverne på skolen og modtager undervisning efter folkeskolefagene, ofte med fokus på fordybelse i faglige interesser, fællesskab og personlig udvikling. Efterskolernes 10. klasse-undervisning sker inden for rammerne af folkeskolens fagmål, men arrangeres ud fra efterskolelovens formålsparagraf (livsoplysning, dannelse mv.), hvilket giver mere fleksibilitet i undervisningen.
Andelen af 10. klasses-elever, der vælger efterskole, er gennem de seneste år steget markant. 
I 2019 valgte 29% af årgangen – svarende til 20.700 elever – at tage 10. klasse på efterskole. Ifølge Danmarks Statistik flyttede omkring 40% af disse elever til en anden region for at gå på efterskole.
Tallet var fortsat stigende de følgende år, og i 2023 gik rekordstor andel – 61% af dem, der tog 10. klasse – på efterskole. Udviklingen skyldes bl.a., at efterskoleophold er blevet en populær måde at styrke faglighed og sociale kompetencer, især blandt elever fra familier med højere indkomster.

## 10. klasse i frie grundskoler / privatskoler
Også frie grundskoler – herunder friskoler og privatskoler – kan tilbyde 10. klasse. Undervisningen på disse skoler skal som udgangspunkt opfylde samme faglige mål som folkeskolen. Lovgivningen sikrer, at elever i 10. klasse på en fri grundskole får undervisning svarende til folkeskolefagene.
Skolepengemodellen betyder dog, at forældrene typisk betaler en del af udgifterne, mens staten yder tilskud. Ifølge tal fra Undervisningsministeriet gik ca. 15% af alle grundskoleelever (inkl. 10. klasse) i 2012 på frie grundskoler. Dette tal har ligget nogenlunde stabilt med en svagt stigende tendens over årtier.

## Internationalt
Udformningen af “10. klasse” varierer meget mellem landene. I Danmark er 10. klasse unikt som et frivilligt ekstra skoleår efter grundskolen. I Damarks nabolande er strukturen anderledes: I Norge er grundskolen obligatorisk og tiårig (1.–10. klassetrin), mens Sverige har niårig obligatorisk grundskole (klasse 1–9) plus et obligatorisk førskoleår (i alt ti år).
I disse lande fortsætter skoleforløbet normalt direkte i ungdomsuddannelserne (gymnasium eller erhvervsskole) efter den obligatoriske grundskole. I øvrigt er 10. klasses-alderen i mange lande inkluderet i de almindelige sekundære uddannelser: Fx er “10th grade” i USA andet år af high school, og i Storbritannien svarer Year 10 (alder 14–15) til begyndelsen af et toårigt program med afsluttende GCSE-eksamener. Det danske 10. klasses-koncept er dermed ikke direkte parallel til de fleste andre landes skoleår, men ligger forskelligt i forhold til både obligatorisk grundskole og valgfrie højere klasser.